# فؤاد جعفر
فؤاد جعفر (بالإنجليزية: Fouad Gafaar) ممثل مصري  من مواليد الإسكندرية في 19 أغسطس 1916، تخرج من مدرسة الفنون والصنايع عام 1942  ثم عمل مهندساً في مصلحة التليفونات. اكتشفه المخرج عمر جميعي، وعمل في بطولات عديدة في مجال السينما منها بطولة فيلم «عائشة» للمخرج جمال مدكور عام 1952 أمام فاتن حمامه، كما عمل في التلفزيون في 3 مساسلات، وأيضا في مسلسل إذاعي واحد.
بدأ نشاطه الفني عام 1945 مع المخرج كامل التلمساني في فيلم «السوق السوداء»، وكان أخر أعماله المسلسل التلفزيوني «الخماسين» للمخرج حمادة عبد الوهاب عام 1972.
توفي في 6 أبريل 1973 عن عمر يناهز 57 سنة.

## أهم أعماله
فيلم «إكسبريس الحب» للمخرج حسين فوزي، عام 1946
فيلم «الزناتي خليفة» للمخرج حسن حلمي، عام 1948
فيلم «المفتش العام» للمخرج حلمي رفلة، عام 1956
فيلم «أين عمري» للمخرج أحمد ضياء الدين، عام 1956
فيلم «عدوية» للمخرج كمال صلاح الدين، عام 1968

## وصلات خارجية
- فؤاد جعفر على موقع IMDb (الإنجليزية)
- فؤاد جعفر على موقع الدهليز
- فؤاد جعفر على موقع قاعدة بيانات الأفلام العربية
- فؤاد جعفر على موقع الدهليز
- فؤاد جعفر على موقع كاروهات